# Jenna Boyd
Pour les articles homonymes, voir Boyd.
Jenna Boyd est une actrice américaine, née le 4 mars 1993 à Bedford, au Texas.

## Biographie
Jenna Michelle Boyd naît le 4 mars 1993 à Bedford, au Texas.

## Filmographie

### Cinéma
- 2003 : Traqué (The Hunted) : Loretta Kravitz
- 2003 : Dickie Roberts, ex enfant star : Sally Finley
- 2003 : Les Disparues : Dot Gilkeson
- 2005 : In an Instant : une fille
- 2005 : Quatre filles et un jean : Bailey
- 2012 : Last Ounce of Courage : Mattie Rogers
- 2013 : Complicity : Rachel
- 2017 : Nowhere, Michigan : Madison

### Télévision
- 2001 : La Famille de mes rêves : enfant (saison 1 - épisode 12)
- 2001 : Titus : Shannon à 5 ans (saison 3 - épisode 4)
- 2001 : Voilà ! : Hannah Gallo (saison 6 - épisode 9 : Confidences d'une star)
- 2002 : Special Unit 2 : (voix) (saison 2 - épisode 12 : Le Joueur de flûte)
- 2002 : Six Feet Under : fille (saison 2 - épisode 10 : Le Secret)
- 2002 : Les Experts : Sasha Rittle (saison 2 - épisode 22 : La mort dans tous ses états)
- 2002 : Un Noël en famille : Felice Wallace
- 2003 : La Caravane de l'étrange : Maddy Crane (saison 1 - épisode 1 : Sur la route de Milfay)
- 2007 : Ghost Whisperer : Julie Parker (saison 2 - épisode 18 : Fille de fantôme)
- 2007 : Maléfiques : Elizabeth 'Zee' Foster
- 2008 : Esprits criminels : Jessica Evanson (saison 4 - épisode 3 : En cercle fermé)
- 2014 : Les menaces du passé (Téléfilm) : Abby
- 2016 : Code Black : Vanessa
- 2017-2021 : Atypical : Paige
- 2019 : Mr. Mom : Chelsea